# Tristão da Cunha
Tristão da Cunha (ca. 1460 - ca. 1540) fou un explorador, comandant naval i membre del Consell Privat de Portugal. El 1504 fou nomenat el primer virrei de l'Índia portuguesa, però no arribà a ocupar el càrrec per culpa d'una ceguera temporal. Posteriorment, el 1514, feu d'ambaixador del rei Manuel I de Portugal davant el Papa Lleó X en una luxosa ambaixada a Roma per presentar les noves conquestes de Portugal.

## Biografia
El 1504 fou nomenat el primer virrei de l'Índia portuguesa, però no arribà a ocupar el càrrec per culpa d'una ceguera temporal. Poc després, el 1506, va ser nomenat comandant d'una flota de 10 vaixells enviada a la costa oriental d'Àfrica i a les costes de l'Índia El seu cosí Afonso de Albuquerque, dirigint una esquadra de 5 vaixells, el seguí. La seva missió era conquerir l'illa de Socotra i construir-hi una fortalesa per tal de controlar el comerç al mar Roig.
En aquest viatge Tristão da Cunha descobrí un grup d'illes remotes al sud de l'oceà Atlàntic situades a més de 1.750 milles de Sud-àfrica. Tot i que la mala mar impedí el desembarcament batejà l'illa principal amb el seu propi nom: illa de Tristan da Cunha. Posteriorment desembarcà a Madagascar. Al canal de Moçambic es trobaren al capità João da Nova amb problemes quan tornava de l'Índia. El rescataren i incorporaren el vaixell Frol de la mar a la flota. Posteriorment atacaren Barawa, abans de conquerir Socotra, en la qual començaren a construir una fortalesa. Una vegada a l'Índia es distingí en diverses accions militars, com ara el setge de Cannanore de 1507.

## Ambaixada davant el Papa Lleó X
En tornar a Europa, Tristão da Cunha fou enviat el 1514 com a ambaixador pel rei Manuel I de Portugal davant el Papa Lleó X en una luxosa ambaixada a Roma per presentar les noves conquestes de Portugal, amb Garcia de Resende com a secretari.
L'enorme i luxosa ambaixada arribà a les portes de Roma el febrer de 1514. Desfilaren pels carrers de Roma el 12 de març de 1514 en una extravagant processó de fauna exòtica i riquesa de les Índies, amb molts vestits d'estil indi. En la processó aparegué un elefant anomenat Hanno, un regal al Papa, a més de quaranta-dos animals més, entre ells dos lleopards, una pantera, alguns lloros, paons i estranys cavalls indis. Hanno portava una plataforma de plata al llom, en forma de castell, amb una caixa forta amb regals luxosos. El Papa rebé la processó al Castell de Sant'Angelo.
Tot i que Tristão da Cunha mai arribà a prendre possessió del càrrec de virrei de l'Índia, el seu fill Nuno da Cunha fou el novè governador de l'Índia portuguesa, entre 1528 i 1538.